# Diagnosi (miniserie televisiva)
Diagnosi è una miniserie televisiva italiana, diretta da Mario Caiano e andata in onda in sei puntate sul Programma Nazionale della Rai dal 7 gennaio all'11 febbraio 1975. È considerata la prima serie televisiva medica italiana.

## Trama
Un famoso chirurgo viene a conoscenza delle storie di vita inerenti i pazienti che sono sottoposti alle operazioni chirurgiche nella sala operatoria dove svolge la professione e, con osservazioni e deduzioni, contribuisce alle investigazioni della polizia e a risolvere i misteri che gli si presentano davanti.

## Sigle
Le sigle della miniserie furono quattro.
Nella prima tranche degli episodi, la sigla iniziale è Ritratto di donna, quella di chiusura è Racconto, entrambe composte da Totò Savio e pubblicate su 45 giri.
Nella seconda tranche degli episodi, la sigla iniziale è Una vita, quella di chiusura è Mysterious, entrambe composte da Pino Calvi e anch'esse pubblicate su 45 giri.

## Episodi
| Nº | Titolo                 | Prima TV         |
| -- | ---------------------- | ---------------- |
| 1  | L'avvertimento         | 7 gennaio 1975   |
| 2  | Una ragazza da salvare | 14 gennaio 1975  |
| 3  | Colpo basso            | 21 gennaio 1975  |
| 4  | Il guaritore           | 28 gennaio 1975  |
| 5  | Il debutto             | 4 febbraio 1975  |
| 6  | Per un bambino         | 11 febbraio 1975 |

### L'avvertimento
Un ingegnere, sposato e padre di una figlia, riceve una minaccia.
- Interpreti: Luciano De Ambrosis (ingegner Cardona), Evelyn Stewart (Luisa Cardona, sua moglie), Pamela Villoresi (Marina Cardona, sua figlia), Paola Tedesco, Rajka Juri, Franco Lazzareschi, Valentino Macchi

### Una ragazza da salvare
Una ragazza povera, con una difficile situazione sentimentale, si ammala seriamente.
- Interpreti: Silvana Panfili (Elena), Bruno Zanin (Sandro), Edda Albertini (madre di Elena), Mario Milita (padre di Elena), Siria Betti, Vittoria Di Silverio, Mario Meniconi, Bedy Moratti, Marco Pane, Luigi Patriarca, Daniela Valentini

### Colpo basso
- Interpreti: Giancarlo Prete (Franco Manu, il pugile), Enzo Liberti (Lazzari), Mara Venier (Lucia), Loris Bazzocchi (Puccio), Paul Müller (il neurologo)

### Il guaritore
Un'insegnante scolastica, a causa del suo terrore per i medici, ricorre alle cure di un guaritore per debellare un brutto male.
- Interpreti: Elena Cotta (Cinzia), Gaia Germani (Olga), Emilio Bonucci (Nicola), Oreste Lionello (il guaritore), Adriana Facchetti

### Il debutto
Un'affascinante soubrette, a causa di un incidente sul palcoscenico, rischia l'amputazione di una gamba.
- Interpreti: Ugo Cardea, Nino Dal Fabbro, Mita Medici, Marzia Ubaldi

### Per un bambino
- Interpreti: Francesco Baldi (Carlino), Giampiero Albertini (padre di Carlino), Angiola Baggi (madre di Carlino), Renato Pinciroli (nonno di Carlino), Dante Maggio (medico), Claudio Solimine (Sante)